# Alexander Tilley
Alexander Tilley (* 8. November 1944 in St. John’s/Neufundland) ist ein kanadischer Musikpädagoge, Chorleiter und Komponist.

## Leben
Tilley wuchs in Montreal auf und studierte dort Komposition bei István Anhalt und Bruce Mather und Kontrabass bei Tom Martin. Ab 1971 gehörte er dem Musikdepartment des Halifax City District School Board an und gründete dort das Studio für experimentelle Musik. Daneben wirkte er als Kontrabasslehrer in den kanadischen Seeprovinzen und implementierte in den Atlantischen Provinzen studienvorbereitende Musikkurse. Er dirigierte drei Chöre an der  Queen Elizabeth High School und wurde 1978 Chorleiter an der Saint Andrews’ United Church in Halifax. Als Mitglied des Royal Canadian College of Organists leitete er sowohl Kirchenchöre als auch weltliche Massenchöre. 1978–79 war er Präsident des Canadian Music Council. 1979 dirigierte er die Uraufführung von Dennis Farrells Oper The Birthday of the Infanta.
Seine Musik zu William D. MacGillivrays Film Life Classes (Lebensbilder) wurde beim Atlantic Film Festival 1987 als beste Originalmusik ausgezeichnet. Bekannt wurde Tilley aber vor allem als Komponist und Arrangeur von mehr als zwei Dutzend Chorwerken für den kirchlichen und Schulgebrauch (Songs for the School Year). Für den Abschluss der Olympischen Winterspiele 1988 in Calgary komponierte er die Winter Games Fanfare.

## Werke
- Atlantic Suite für Orchester, 1974, 1978
- Songs for the School Year, 1982
- Dialogues für Flöte und Oboe, 1982 (aufgenommen 1987 von Suzanne Lemieux, Oboe, und Patricia Creighton, Flöte)
- Winter Games Fanfare, 1987